# Opel Corsa E
| Sterne im Euro NCAP-Crashtest (2014) | 4 Sterne im Euro-NCAP-Crashtest |

Der Opel Corsa E ist ein vom November 2014 bis Juni 2019 hergestellter Kleinwagen der Adam Opel AG.
Der Corsa E war die fünfte Generation der Baureihe und löste nach acht Jahren den Vorgänger Corsa D ab. Opel glich das Aussehen des Fahrzeuges an den kleineren Adam an; auch Designelemente des Insignia sind erkennbar. Wie bereits seine Vorgänger wurde der Corsa als Drei- und Fünftürer angeboten. Das Fahrwerk des Corsa E wurde vollständig neu entwickelt. Die Plattform des Corsa E entspricht weitestgehend der des Corsa D; die beiden Modelle unterscheiden sich in ihren Maßen kaum.

## Modellgeschichte

### Allgemeines
Der Corsa E wurde vom 4. bis 19. Oktober 2014 auf dem Pariser Autosalon in Paris vorgestellt. Er war unter anderem mit neuen turbogeladenen Dreizylinder-Ottomotoren mit Ausgleichswelle erhältlich.
In die Schweiz wurde er ab Januar 2015 ausgeliefert. In Deutschland führte Opel ihn am 24. Januar 2015 auf dem Markt ein.
Die Fahrwerkskonstruktion des Corsa mit Dreiecksquerlenkern und MacPherson-Federbeinen vorn und Verbundlenkerachse hinten, elektrisch unterstützter Zahnstangenlenkung und hydraulisch betätigten Scheibenbremsen blieb gleich, die einzelnen Teile wurden neu entwickelt. Der Schwerpunkt des Fahrzeugs liegt fünf Millimeter tiefer als der des Vorgängermodells.
Hergestellt wurde der Corsa E, wie sein Vorgänger, in den Werken Eisenach und Saragossa.
Am 3. Mai 2019 lief der letzte Corsa E aus Eisenach vom Band, seitdem wurde er nur noch in Saragossa gefertigt.
Im Juni 2019 wurde der Nachfolger Corsa F vorgestellt.

### Ausstattungsvarianten
Es wurden elf Ausstattungsvarianten (Modelljahr) angeboten: Color Edition, Edition, Innovation (bis 2018), On (2018), Selection, Active (2017, 2018), Drive (2016), 120 Jahre (2019), S (2018), GSi (2019).
Neue Ausstattungsmöglichkeiten waren eine Bi-Xenon-Scheinwerferanlage, die mit einem 25-Watt-Brenner arbeitet und keine automatische Leuchtweitenregulierung oder Scheinwerferreinigungsanlage benötigt, mit LED-Tagfahrlicht sowie die Fahrerassistenzsysteme Verkehrsschildassistent, Spurassistent, Abstandsanzeige, Front-Kollisionswarner, Fernlichtassistent sowie Toter-Winkel-Warner. Zusätzlich waren eine Lenkradheizung, eine Rückfahrkamera und ein FlexFix-Fahrradträger wählbar.
Der Opel Corsa E wurde in den folgenden Farben angeboten: Arktisblau, Nachtblau, Opalblau, Royalblau, Apfelgrün, Mintgrün, Smaragdgrün, Sunnygelb, Mandarinorange, Magmarot, Abaloneweiß, Schneeweiß, Argonsilber, Karbonsilber, Platinanthrazit und Graphitschwarz. Einige der Farben standen nur für bestimmte Modelle zur Verfügung.

### Bildergalerie

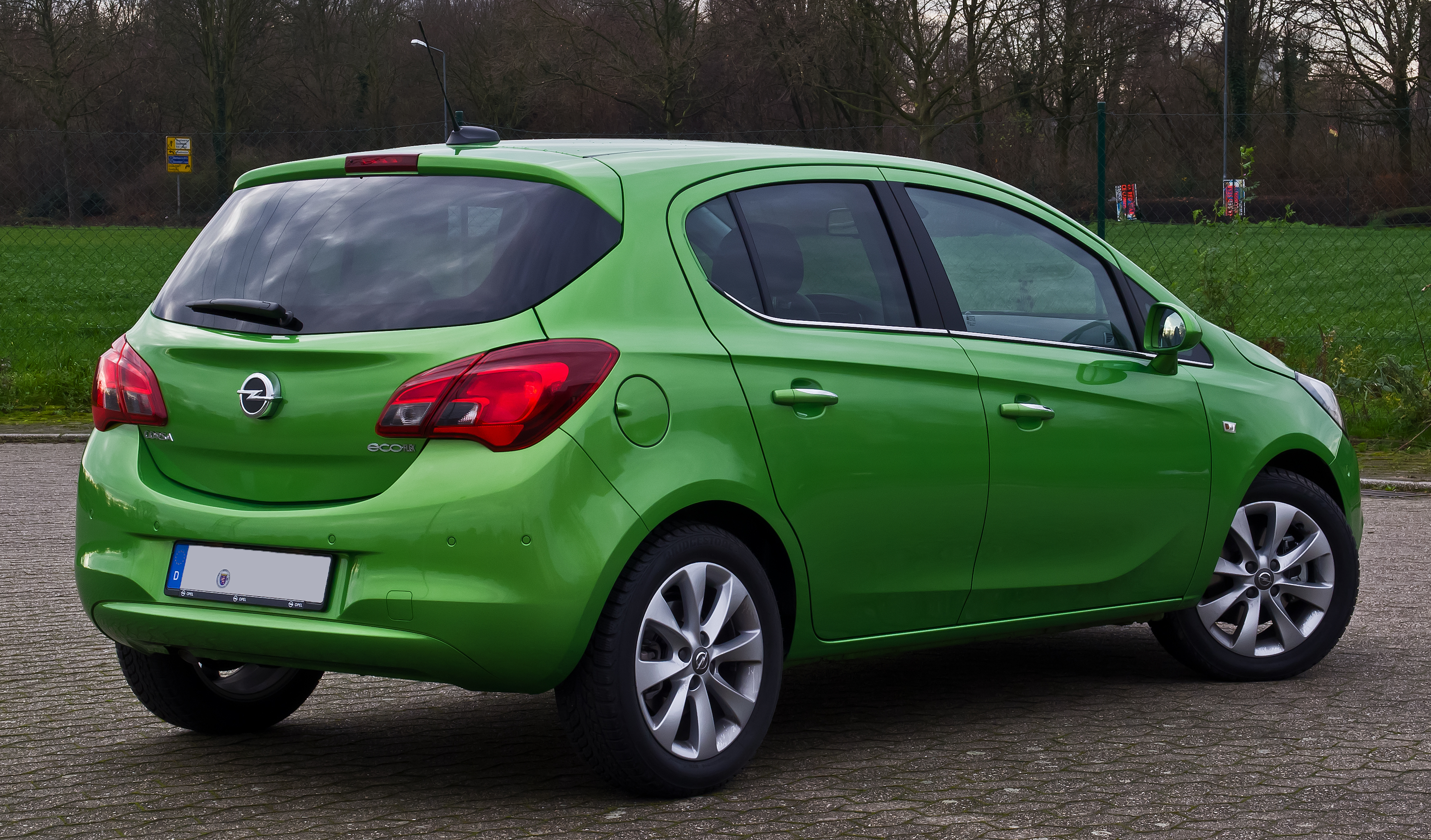
Heckansicht
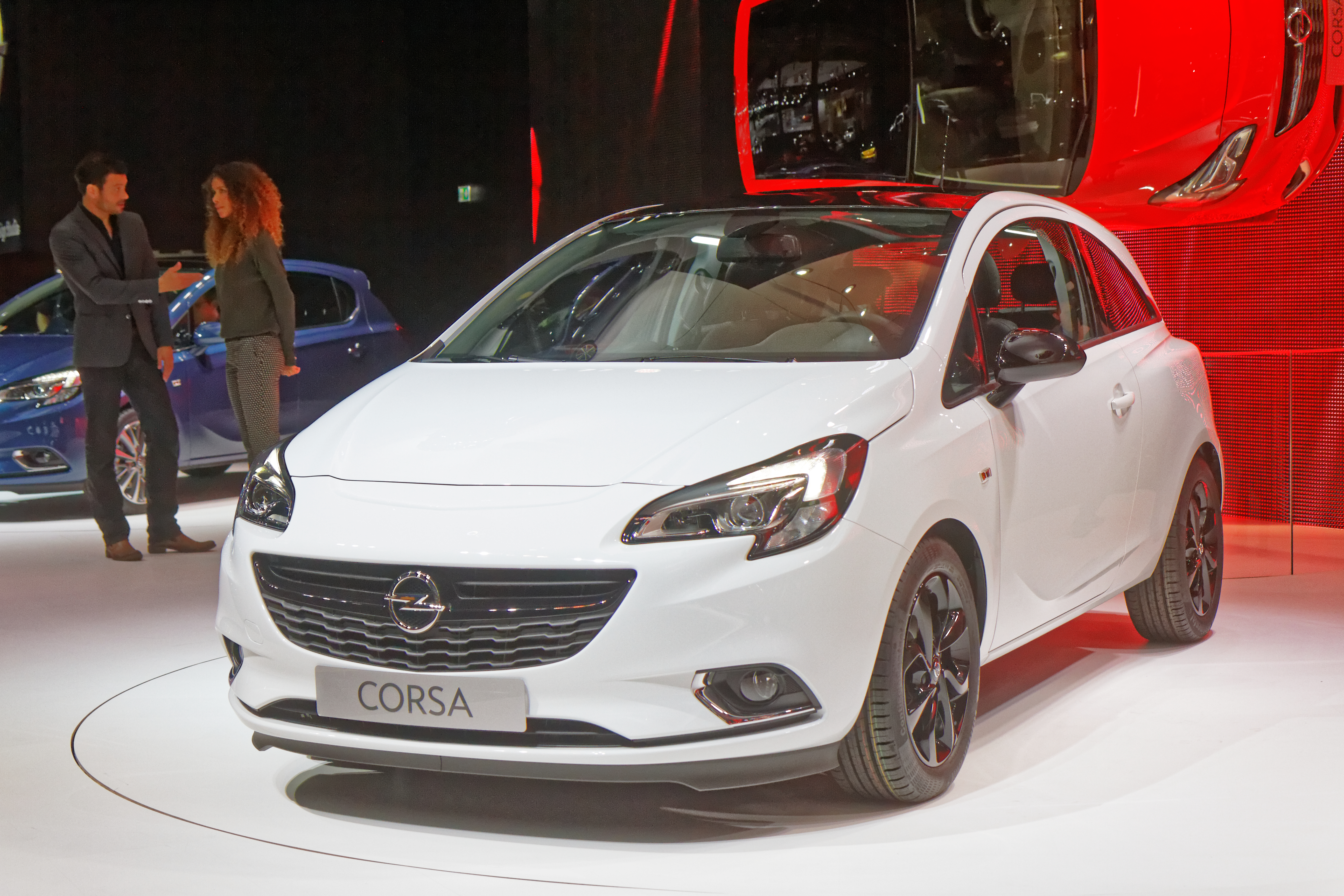
Opel Corsa Dreitürer (2014–2019)
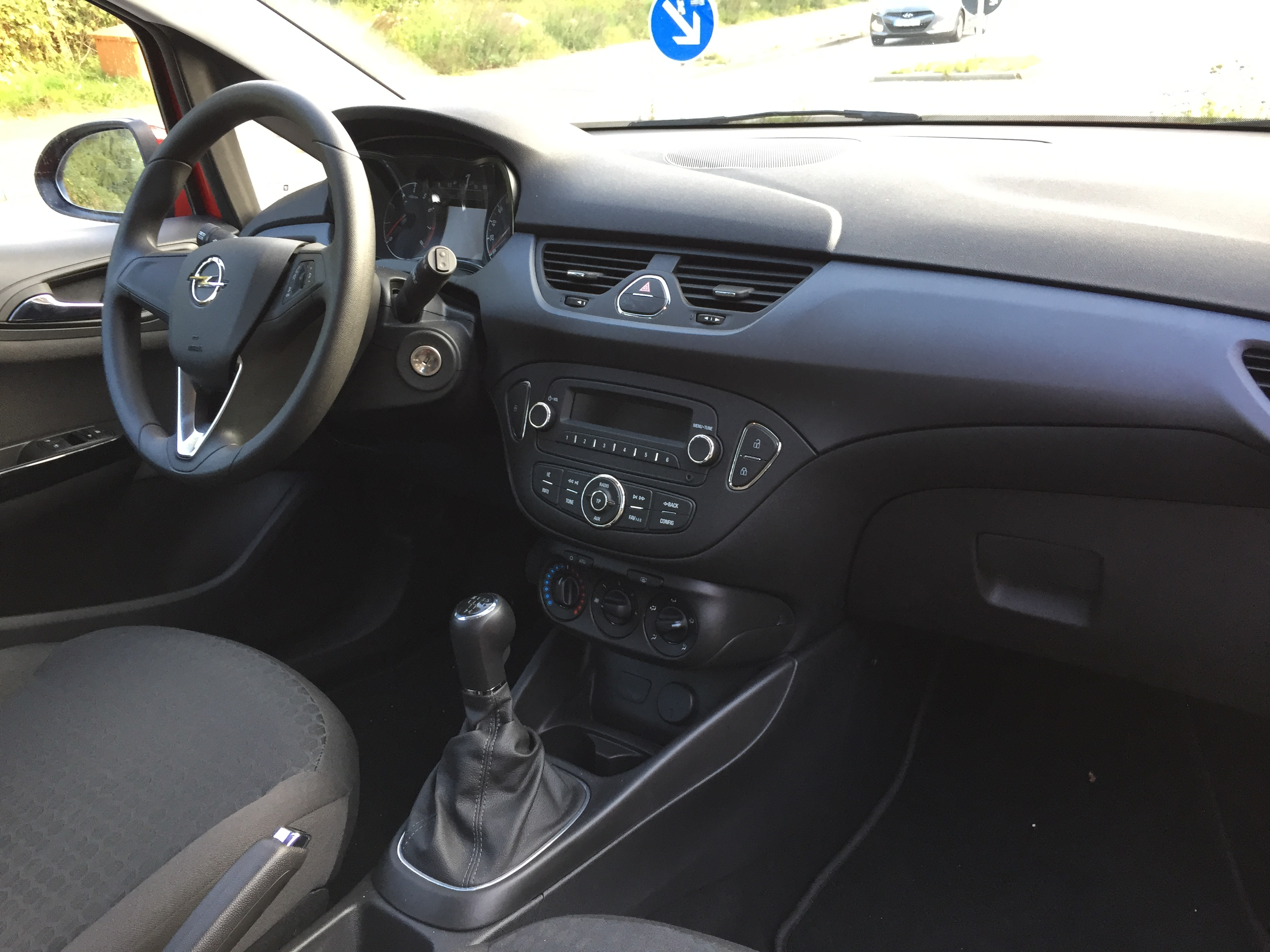
Innenraum Basisausstattung
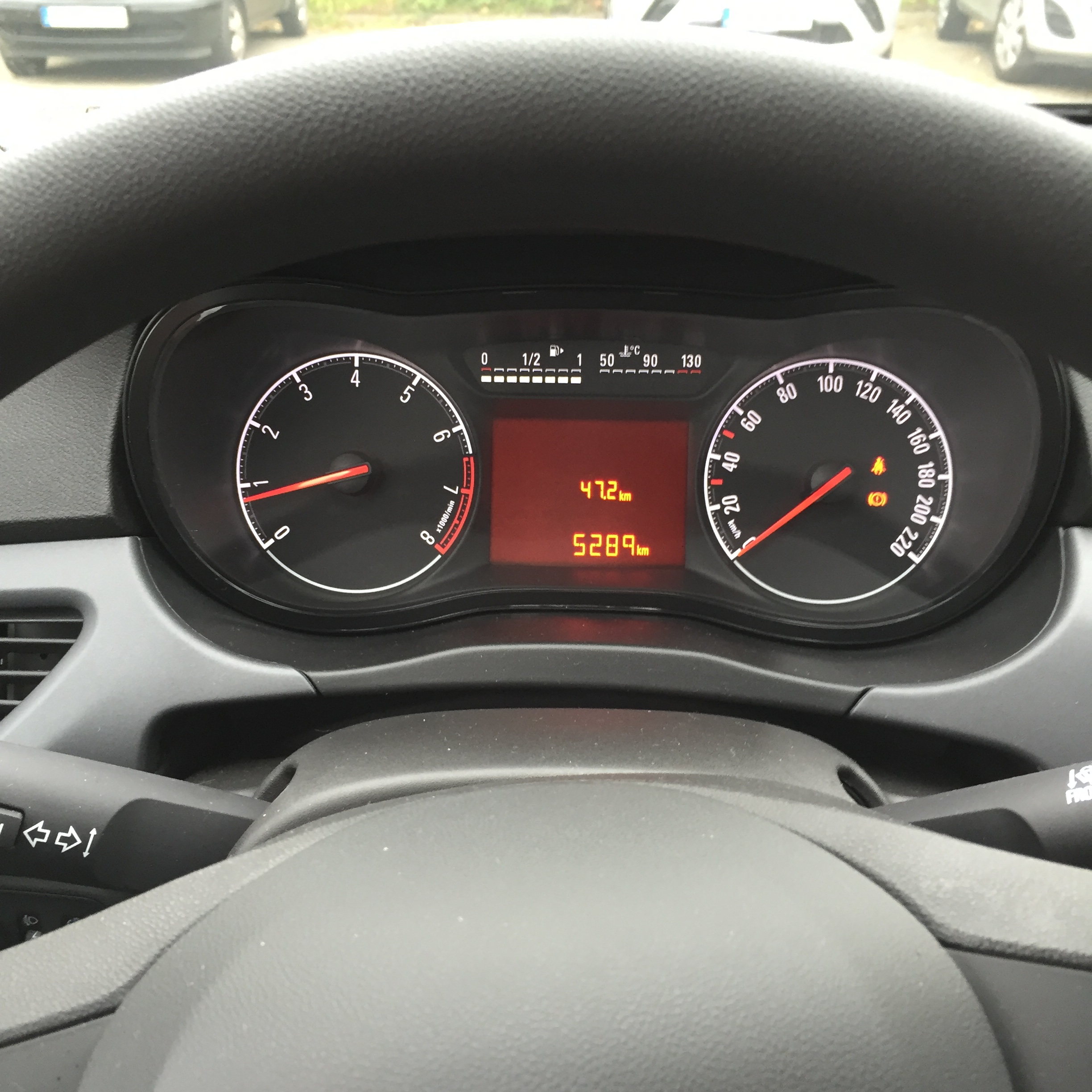
Instrumententafel
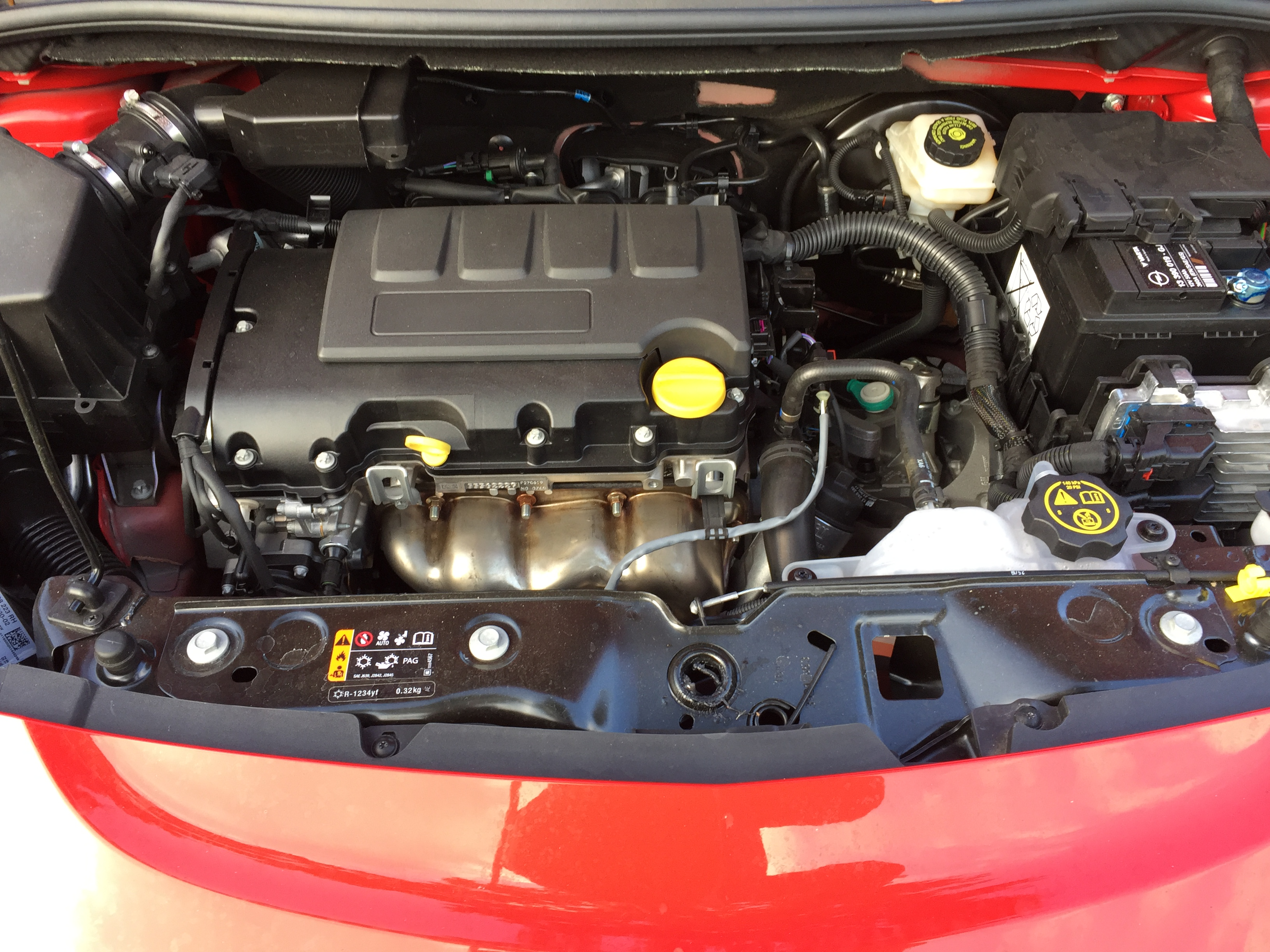
Blick in den Motorraum

## Motoren

### Technische Daten
|                                             | 1.0 EDIT (1)                                    | 1.0 EDIT (1)                                    | 1.2                                             | 1.4 | 1.4 ecoFlex                                   | 1.4 LPG ecoFlex                                     | 1.4 Turbo ecoFLEX                               | 1.4 Turbo ecoFLEX                           | 1.6 Turbo (OPC)                      | 1.3 CDTI ecoFLEX                                            | 1.3 CDTI ecoFLEX                                            | 1.3 CDTI ecoFLEX                                            |
| ------------------------------------------- | ----------------------------------------------- | ----------------------------------------------- | ----------------------------------------------- | --- | --------------------------------------------- | --------------------------------------------------- | ----------------------------------------------- | ------------------------------------------- | ------------------------------------ | ----------------------------------------------------------- | ----------------------------------------------------------- | ----------------------------------------------------------- |
| Bauzeitraum                                 | 11/2014–12/2018                                 | 11/2014–06/2018                                 | 11/2014–06/2019                                 | 11/2014–06/2019                                                                                           | 11/2014–06/2017                               | 03/2015–12/2018                                     | 11/2014–06/2019                                 | 03/2015–06/2019                             | 03/2015–05/2018                      | 11/2014–06/2018                                             | 11/2014–06/2018                                             | 11/2014–06/2017                                             |
| Motortyp                                    | R3-Ottomotor                                    | R3-Ottomotor                                    | R4-Ottomotor                                    | R4-Ottomotor                                                                                              | R4-Ottomotor                                  | R4-Ottomotor                                        | R4-Ottomotor                                    | R4-Ottomotor                                | R4-Ottomotor                         | R4-Dieselmotor                                              | R4-Dieselmotor                                              | R4-Dieselmotor                                              |
| Motorbauart                                 | Dreizylinder-Reihenmotor mit Direkteinspritzung | Dreizylinder-Reihenmotor mit Direkteinspritzung | Vierzylinder-Reihenmotor                        | Vierzylinder-Reihenmotor                                                                                  | Vierzylinder-Reihenmotor                      | Vierzylinder-Reihenmotor mit Autogas                | Vierzylinder-Reihenmotor                        | Vierzylinder-Reihenmotor                    | Vierzylinder-Reihenmotor             | Vierzylinder-Reihenmotor mit Common-Rail-Direkteinspritzung | Vierzylinder-Reihenmotor mit Common-Rail-Direkteinspritzung | Vierzylinder-Reihenmotor mit Common-Rail-Direkteinspritzung |
| Motoraufladung                              | Turbolader                                      | Turbolader                                      | –                                               | – | –                                             | –                                                   | Turbolader                                      | Turbolader                                  | Turbolader                           | Turbolader                                                  | Turbolader                                                  | Turbolader                                                  |
| Start-Stopp-Automatik                       | ja                                              | ja                                              | nein                                            | nein | ja                                            | nein                                                | ja                                              | ja                                          | nein                                 | ja                                                          | ja                                                          | ja                                                          |
| Hubraum                                     | 999 cm³                                         | 999 cm³                                         | 1229 cm³                                        | 1398 cm³                                                                                                  | 1398 cm³                                      | 1398 cm³                                            | 1364 cm³                                        | 1364 cm³                                    | 1598 cm³                             | 1248 cm³                                                    | 1248 cm³                                                    | 1248 cm³                                                    |
| max. Leistung bei min-1                     | 66 kW (90 PS)/ 3700–6000                        | 85 kW (115 PS)/ 5000–6000                       | 51 kW (70 PS)/ 5600                             | 66 kW (90 PS)/ 6000                                                                                       | 66 kW (90 PS)/ 6000                           | 66 kW (90 PS)/ 6000                                 | 74 kW (100 PS)/ 3500–6000                       | 110 kW (150 PS)/ 5000                       | 152 kW (207 PS)/ 5800                | 55 kW (75 PS)/ 3750                                         | 70 kW (95 PS)/ 3750                                         | 70 kW (95 PS)/ 4000                                         |
| max. Drehmoment bei min-1                   | 170 Nm/1800–3700                                | 170 Nm/1800–4500                                | 115 Nm/4000                                     | 130 Nm/4000                                                                                               | 130 Nm/4000                                   | 130 Nm/4000                                         | 200 Nm/1850–3500                                | 220 Nm/3000–4500                            | 245 (280 bei Overboost) Nm/1900–5800 | 190 Nm/1500–2500                                            | 190 Nm/1500–3500                                            | 210 Nm/1750                                                 |
| Antriebsart                                 | Vorderradantrieb                                | Vorderradantrieb                                | Vorderradantrieb                                | Vorderradantrieb                                                                                          | Vorderradantrieb                              | Vorderradantrieb                                    | Vorderradantrieb                                | Vorderradantrieb                            | Vorderradantrieb                     | Vorderradantrieb                                            | Vorderradantrieb                                            | Vorderradantrieb                                            |
| Getriebe, serienmäßig                       | 6-Gang-Schaltgetriebe                           | 6-Gang-Schaltgetriebe                           | 5-Gang-Schaltgetriebe                           | 5-Gang-Schaltgetriebe                                                                                     | 5-Gang-Schaltgetriebe                         | 5-Gang-Schaltgetriebe                               | 6-Gang-Schaltgetriebe                           | 6-Gang-Schaltgetriebe                       | 6-Gang-Schaltgetriebe                | 5-Gang-Schaltgetriebe                                       | 5-Gang-Schaltgetriebe                                       | 6-Gang-Schaltgetriebe                                       |
| Getriebe, optional                          | –                                               | –                                               | –                                               | 6-Stufen-Automatikgetriebe                                                                                | 5-Gang-Easytronic                             | –                                                   | –                                               | –                                           | –                                    | –                                                           | 5-Gang-Easytronic                                           | –                                                           |
| Höchstgeschwindigkeit                       | 180 km/h                                        | 195 km/h                                        | 162 km/h                                        | 175 km/h (Automatik: 170 km/h)                                                                            | 175 km/h (Easytronic: 175 km/h)               | 175 km/h                                            | 185 km/h                                        | 207 km/h                                    | 230 km/h                             | 164 km/h                                                    | 182 km/h (Easytronic: 182 km/h)                             | 177 km/h                                                    |
| Beschleunigung, 0–100 km/h                  | 11,9 s                                          | 10,3 s                                          | 16,0 s                                          | 13,2 s (Automatik: 13,9 s)                                                                                | 13,2 s (Easytronic: 13,9 s)                   | 13,9 s                                              | 11,0 s                                          | 8,9 s                                       | 6,8 s                                | 14,8 s                                                      | 11,9 s (Easytronic: 13,5 s)                                 | 12,3 s                                                      |
| Elastizität (im 5. Gang)                    | 14,0 s                                          | 10,4 s                                          | 22,9 s                                          | 18,9 s (Automatik: - s)                                                                                   | 18,9 s (Easytronic: - s)                      | 20,9 s                                              | 12,3 s                                          | 9,9 s                                       | 6,4 s                                | 13,9 s                                                      | 15,5 s (Easytronic: - s)                                    | 12,0 s                                                      |
| Kraftstoffverbrauch auf 100 km (kombiniert) | 4,5–4,4 l Super (seit 06/2018: 5,1–5,0 l Super) | 5,0–4,9 l Super                                 | 5,4–5,3 l Super (seit 04/2018: 5,9–5,7 l Super) | 5,2–5,1 l Super (Automatik: 6,0-5,9 l Super) (seit 04/2018: 5,8–5,6 l Super (Automatik: 6,6–6,9 l Super)) | 5,0–4,9 l Super (Easytronic: 4,8–4,7 l Super) | 7,0–6,9 l Autogas (seit 04/2018: 7,8–7,7 l Autogas) | 5,3–5,1 l Super (seit 04/2018: 5,8–5,6 l Super) | 5,7 l Super (seit 04/2018: 6,2–6,1 l Super) | 7,5 l Super Plus                     | 3,8–3,7 l Diesel                                            | 3,4–3,3 l Diesel                                            | 3,9–3,8 l Diesel                                            |
| CO2-Emission, kombiniert                    | 106–104 g/km (seit 06/2018: 118–115 g/km)       | 117–115 g/km                                    | 126–124 g/km (seit 04/2018: 134–131 g/km)       | 122–119 g/km (Automatik: 139–135 g/km) (seit 04/2018: 132–128 g/km (Automatik: 158–150 g/km))             | 117–114 g/km (Easytronic: 112–110 g/km)       | 114-113 g/km (seit 04/2018: 127–125 g/km)           | 123–120 g/km (seit 04/2018: 132–128 g/km)       | 132 g/km (seit 04/2018: 143–139 g/km)       | 174 g/km                             | 100–99 g/km                                                 | 89–87 g/km                                                  | 102–100 g/km                                                |
| Tankinhalt                                  | ca. 45 l (inkl. Reserve)                        | ca. 45 l (inkl. Reserve)                        | ca. 45 l (inkl. Reserve)                        | ca. 45 l (inkl. Reserve)                                                                                  | ca. 45 l (inkl. Reserve)                      | ca. 45 l (inkl. Reserve)                            | ca. 45 l (inkl. Reserve)                        | ca. 45 l (inkl. Reserve)                    | ca. 45 l (inkl. Reserve)             | ca. 45 l (inkl. Reserve)                                    | ca. 45 l (inkl. Reserve)                                    | ca. 45 l (inkl. Reserve)                                    |
| Abgasnorm nach EU-Klassifikation            | Euro 6 (seit 06/2018: Euro 6d-TEMP)             | Euro 6                                          | Euro 6 (seit 04/2018: Euro 6d-TEMP)             | Euro 6 (seit 04/2018: Euro 6d-TEMP)                                                                       | Euro 6                                        | Euro 6 (seit 04/2018: Euro 6d-TEMP)                 | Euro 6 (seit 04/2018: Euro 6d-TEMP)             | Euro 6 (seit 04/2018: Euro 6d-TEMP)         | Euro 6                               | Euro 6                                                      | Euro 6                                                      | Euro 6                                                      |